# Wonder Where We Land
Wonder Where We Land è il secondo album in studio del musicista britannico SBTRKT, pubblicato nel 2014.

## Tracce
1. Day 1 – 0:33
2. Wonder Where We Land (featuring Sampha) – 2:45
3. Lantern – 2:00
4. Higher (featuring Raury) – 4:13
5. Day 5 – 0:23
6. Look Away (featuring Caroline Polachek) – 4:16
7. Osea (featuring Koreless) – 2:38
8. Temporary View (featuring Sampha) – 3:26
9. New Dorp. New York (featuring Ezra Koenig) – 3:00
10. Everybody Knows – 3:31
11. Problem (Solved) (featuring Jessie Ware) – 2:39
12. If It Happens (featuring Sampha) – 1:29
13. Gon Stay (featuring Sampha) – 3:36
14. The Light (featuring Denai Moore) – 3:06
15. Voices in My Head (featuring ASAP Ferg) – 4:48